# سبايس روناواي إدييون

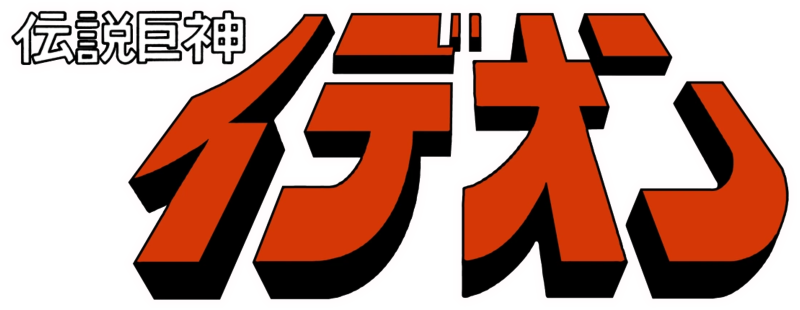
شعار مسلسل الأنمي "المُهرب الفضائي إيديُون"

سبايس روناواي ادييون Space Runaway Ideon (伝説巨神イデオン Densetsu Kyojin Ideon، lit. Legendary Giant Ideon, also The Ideon)، هو مسلسل أنمي تلفزيوني انتج عام 1980 من قبل سنرايز، من تأليف وإخراج يوشيوكي تومينو ، تم إنتاج هذا العمل مباشرة بعد أشهر سلسلته، موبايل سوت كاندام  . تم عرضه لأول مرة على تلفزيون طوكيو من عام 1980 إلى عام 1981، تلاه فيلمان روائيان في عام 1982، وتم بثه لاحقا في اليابان بواسطة شبكة التلفزيون الفضائية انيماكس من سبتمبر 2006.
تم إنشاء تصميماته الميكانيكية بواسطة يويشي هيغوشي. تم تصميم الشخصيات بواسطة تومونوري كوجاوا . حاز المسلسل على جائزة انيميج انمي جراند بريكس للنصف الثاني من عام 1980. 

## روابط خارجية
- Ideon (أنمي) في شبكة أخبار الأنمي
- Ideon designs at Gears Online
- The Ideon Guide at Counter-X.net نسخة محفوظة 19 يناير 2018 على موقع واي باك مشين.
- Ideon at Mecha & Anime HQ